# 迎妻接福
《迎妻接福》（Best Bet，前名《爛賭義當老婆》），香港無綫電視翡翠台丁亥豬年清末民初賀歲電視劇，監製李添勝。本劇為無綫電視2007年賀歲劇。

## 故事大綱
賀義（謝天華飾）乃當押店東主賀年的獨生子，受到過度溺愛，為典型二世祖，不務正業，終日流連鴻福賭坊，更試過因不眠不休地賭博而疲勞過度，暈倒街頭，幸被杜麗瑩（鍾嘉欣飾）所救，賀義對她產生好感，展開追求……
賀義遇上好賭的麗瑩父杜濟森（艾威飾），提供賭本供他賭博，麗瑩為此跟賀義大吵一場，二人不歡而散...... 賀義因一次不小心滑倒，撞傷頭顱，昏迷不醒，得到麗瑩的悉心照顧。後來，賀義被雷電擊中，竟然清醒過來，得知麗瑩為自己所做一切，對麗瑩的愛意有增無減。為了不想麗瑩離開，只有假裝尚未痊癒，又立志戒賭，奇招百出，麗瑩最後會否接受賀義的愛意呢？

## 演員表

### 賀家
| 演員   | 角色   | 關係/暱稱 |
| 郭 峰  | 賀 年  | 興隆大押老闆 賀劉芳、如意之夫 賀義、賀喜之父 杜麗瑩之老爺 賀朝偉祖父 |
| 李 楓  | 賀劉芳 | 賀年正室 賀義之母 杜麗瑩之奶奶 賀朝偉祖母 |
| 林漪娸 | 如 意  | 賀年妾侍 賀喜之母 |
| 謝天華 | 賀 義  | 義少、爛賭義 賀年、賀劉芳之子 杜麗瑩之夫 賀喜之兄 杜濟森之婿 江瑪莉之表哥 曾德勝之天敵，後和好 賀朝偉之父 於第14集把整副家當敗給曾德勝 於第18集決心戒賭並搜集曾德勝的罪證 於第19集被曾德勝陷害為舉辦卜榜花之同謀 於第20集被判死刑，行刑前一刻因清朝滅亡而無罪釋放 童年由王樹熹飾演 |
| 謝天華 | 霍元甲 | 於第15集分飾 |
| 鍾嘉欣 | 杜麗瑩 | Sheila、輸啦？、瑩瑩、賭例赢 賀義之妻 杜濟森之女 賀年、賀劉芳之媳 賀朝偉之母 於第15集被賀義典當為曾家之婢女 於第18集為令賀義醒悟而與曾德健假成親 童年由許穎童飾演 參見杜家 |
| 向海嵐 | 江瑪莉 | 本名江小惠 賀義之表妹 曾德勝之女友 |
| 陳思齊 | 賀 喜  | 賀年、如意之女 賀義之妹 於第20集與祝天壽成親 |
|        | 賀朝偉 | 賀義、杜麗瑩之子 於第20集出現 |
| 黃嘉樂 | 祝天壽 | 賀家僕人 於第20集與賀喜成親 如意之婿 |
| 陳安瑩 | 冬 姑  | 江瑪莉之婢女 |

### 鴻福賭坊
| 演員   | 角色     | 關係/暱稱 |
| 劉家輝 | 曾大力   | 賭坊老闆 曾德勝、曾德健之父 |
| 黎耀祥 | 曾德勝   | 曾大力之長子 曾德健之兄 賀義之天敵，後和好 江瑪莉之男友 患有戀腳癖 於第19集勾結尚吉祥和方學政辦「卜榜花」 於第20集被判死刑，行刑前一刻因清朝滅亡而無罪釋放 童年由王秉熹飾演 |
| 黎耀祥 | 柳生龍一 | 於第15集分飾 |
| 敖嘉年 | 曾德健   | 曾大力之次子 曾德勝之弟 暗戀杜麗瑩，於第18集與她假成親 |
| 張漢斌 | 招 財    | 曾德勝之手下 |
| 蒲茗藍 | 進 寶    | 曾德勝之手下 |
| 李啟傑 | 荷 官    | 曾德勝之手下 |
| 鄭世豪 | 王 東    | 曾德勝之手下 |
| 黃澤鋒 | 趙 南    | 曾德勝之手下 |

### 慈幼局
| 演員   | 角色     | 關係/暱稱                          |
| 程可為 | 周夫人   | 前任總理                           |
| 謝天華 | 賀 義    | 義少 繼任總理 參見賀家             |
| 喬寶寶 | 金寶醫生 | 醫生 杜麗瑩、開心之好友            |
| 鍾嘉欣 | 杜麗瑩   | Sheila、瑩瑩、賭例赢 義工 參見賀家 |
| 岑寶兒 | 開 心    | Happy 義工 杜麗瑩、金寶醫生之好友  |

### 衙門
| 演員   | 角色   | 關係/暱稱                                   |
| 江 漢  | 紀總督 | 兩廣總督                                    |
| 安德尊 | 尚吉祥 | 知府 於第19集勾結曾德勝和方學政辦「卜榜花」 |
| 陳勉良 | 譚 歡  | 師爺                                        |
| 曾守明 | 黃捕頭 |                                             |
| 許明志 | 捕 快  |                                             |
| 寧 進  | 捕 快  |                                             |
| 王基信 | 衙 差  |                                             |
| 鄧永健 | 衙 差  |                                             |

### 其他演員
| 演員   | 角色               | 關係/暱稱                                |
| 艾 威  | 杜濟森             | 賭仔森 杜麗瑩之父 賀義之岳父 朝偉外祖父  |
| 吳家樂 | 白 鳳              | 白老大 鳳儀樓老闆 賀義、洪中、曲發之好友 |
| 梁烈唯 | 洪 中              | 賀義、曲發、白鳳之好友                   |
| 邵傳勇 | 曲 發              | 曲老闆 經營古玩店 賀義、洪中、白鳳之好友 |
| 戴耀明 | 區 祿              | 興隆大押員工                             |
| 李海生 | 高 福              | 興隆大押員工                             |
| 黃泆潼 | 春三娘             |                                          |
| 梁珈詠 | 雪 梅              |                                          |
| 夏竹欣 | 春 蘭              |                                          |
| 簡慕華 | 翠 菊              |                                          |
| 陳丹丹 | 紫 竹              |                                          |
| 張雪芹 | 春/雪              |                                          |
| 馮慧敏 | 夏                 |                                          |
| 謝珊珊 | 秋                 |                                          |
| 周寶霖 | 冬                 |                                          |
| 廖麗麗 | 三 姑              |                                          |
| 翟兆麟 | 途 人              |                                          |
| 趙永洪 | 賭 客              |                                          |
| 嘉 駿  | 賭 客              |                                          |
| 郭卓樺 | 賭 客              |                                          |
| 何俊軒 | 賭 客              |                                          |
| 陳榮峻 | 陳 貴              |                                          |
| 游 飈  | 周 全              |                                          |
| 何偉業 | 街坊甲/街 坊/路 人 |                                          |
|        | 街 坊/街坊戊/婦 人 |                                          |
| 林影紅 | 阿 彩              |                                          |
| 張智軒 | 阿 文              |                                          |
| 郭德信 | 胡掌櫃             |                                          |
| 卓 躒  | 侍 應              |                                          |
| 傅劍虹 | 阿 奇              |                                          |
| 魏惠文 | 伙 計/光           |                                          |
| 孫季卿 | 田 叔              |                                          |
| 劉桂芳 | 銀 姐              |                                          |
| 黎秀英 | 張 嬸              |                                          |
| 邵卓堯 | 金魚佬             | 金魚色魔                                 |
| 曾健明 | 蝦 父              |                                          |
| 蘇麗明 | 蝦 母              |                                          |
| 陳狄克 | 廟 祝              |                                          |
| 陳宙希 | 豬 仔/路 人        |                                          |
| 陳 堃  | 豬 仔              |                                          |
| 劉天龍 | 街 坊/電報局員工   |                                          |
| 賀文傑 | 街 坊/電報局員工   |                                          |
| 曾慧雲 | 街 坊/婦 人        |                                          |
| 雷 恩  | 街 坊/街坊丙       |                                          |
| 劉深宜 | 侍 應              |                                          |
| 招石文 | 海鮮檔主           |                                          |
| 高俊文 | 農 夫              |                                          |
| 王偉樑 | 漁 佬              |                                          |
| 張達倫 | 雞 佬              |                                          |
| 黃文標 | 樵 夫              |                                          |
| 張國威 | 賭 客              |                                          |
| 張笑千 | 街 坊/街坊丙/路 人 |                                          |
| 蔡康年 | 陳 七              |                                          |
| 曾婉莎 | 艷女甲             |                                          |
| 宋紫盈 | 艷女乙             |                                          |
| 徐 榮  | 盟友甲             | 武館內的賭徒                             |
| 楊證樺 | 盟友乙             |                                          |
| 趙敏通 | 盟友丙             |                                          |
| 甘子正 | 盟友丁             |                                          |
| 杜 港  | 乞丐甲             |                                          |
| 陳建文 | 乞丐乙/李 明       |                                          |
| 林君銘 | 車 伕              |                                          |
| 麥子樂 | 盟友戊             |                                          |
| 吳劍華 | 梁天賜             |                                          |
| 蘇恩磁 | 梁夫人             |                                          |
| 柯 嵐  | 街坊乙/男 子/路 人 |                                          |
| 莊迪生 | 洋服店店員         |                                          |
| 鍾建文 | 愛皮西侍應         |                                          |
| 羅天池 | 店小二             |                                          |
| 陸駿光 | 乞 兒              |                                          |
| 凌禮文 | 解簽人             |                                          |
| 潘 標  | 老住持             |                                          |
| 裘卓能 | 魯 水              |                                          |
| 鄺佐輝 | 王員外             |                                          |
| 王祖藍 | 光 仔              |                                          |
| 黃梓瑋 | 街坊丁             |                                          |
| 林祐飛 | 大天二             |                                          |
| 王維德 | 武 哥              |                                          |
| 蕭徽勇 | 武手下             |                                          |
| 趙樂賢 | 武手下             |                                          |
| 鍾志光 | 講古佬             |                                          |
| 王天就 | 青年甲             |                                          |
| 姚浩政 | 青年乙             |                                          |
| 梁健平 | 三 叔              |                                          |
|        | 方學政             | 於第19集勾結曾德勝和尚吉祥辦「卜榜花」   |
| 冼灝英 | 龍 威              |                                          |
| 鄭家生 | 孟 虎              |                                          |
| 王俊棠 | 梁 嬌              | 大盜                                     |
| 江梓瑋 | 路 人              |                                          |
| 余慕蓮 | 大妗姐             |                                          |
| 鄭健樂 | 大隻佬             |                                          |
| 李岡龍 | 金 哥              |                                          |
| 李麗麗 | 金 嫂              |                                          |
| 楊鴻俊 | 獄 犯              |                                          |
| 林遠迎 | 獄 警              |                                          |
| 黃俊紳 | 七 斤              |                                          |
| 魯 芬  | 李 愛              |                                          |

## 軼事
- 此劇是鍾嘉欣首次擔任第一女主角的電視劇。

## 記事
- 2006年9月27日﹕此劇於將軍澳電視廣播城舉行試造型記者會。[1]
- 2006年10月19日﹕此劇於將軍澳電視廣播城舉行開鏡拜神儀式。[2]
- 2006年10月27日﹕鍾嘉欣與謝天華在將軍澳電視廣播城進行拍攝工作。[3]
- 2006年12月1日﹕此劇已完成拍攝工作。[4]

## 收視
以下為該劇於香港無綫電視翡翠台之收視紀錄：
| 週次 | 日期                  | 平均收視 |
| ---- | --------------------- | -------- |
| 1    | 2007年2月12日-2月16日 | 26點     |
| 2    | 2007年2月19日-2月23日 | 25點     |
| 3    | 2007年2月26日-3月2日  | 26點     |
| 4    | 2007年3月5日-3月9日   | 30點     |

以下为该剧于香港无线电视翡翠台在广州同步播放之收视纪录：
- 1-13集 18.5
- 14-20集 21.8 （数据来源：CSM媒介研究）

## 外部連結
- 無綫電視官方網頁 - 迎妻接福